# Tipula (Eremotipula) helferi
Tipula (Eremotipula) helferi is een tweevleugelige uit de familie langpootmuggen (Tipulidae). De soort komt voor in het Nearctisch gebied.